# انجمن بلاک چین ایران
انجمن بلاکچین ایران یا «انجمن فناوران زنجیره بلوک» یک سازمان مردم‌نهاد است که فعالیت خود را از تاریخ ۹ تیر ۱۳۹۶ به‌صورت رسمی آغاز کردند. این انجمن با برگزاری رویدادهای متعدد در تهران و دیگر شهرهای کشور با هدف ترویج فناوری بلاکچین با نهادهای علمی از جمله دانشگاه‌ها، پارک‌های علم و فناوری و شرکت‌های دانش بنیان همکاری می‌کند تا باعث رشد و توسعه شبکه متخصصین و علاقه‌مندان این فناوری تلاش شود.

## اهداف
اهداف انجمن بر اساس ماده ۹ اساسنامه آن به این شرح اعلام شده است:
هدف انجمن فناوران زنجیره بلوک، آشناسازی هر چه بیشتر اقشار جامه (اعم از کاربران، استارت آپ ها، شرکت ها، دانشگاهیان، سازمان ها و موسسات دولتی و غیر دولتی) با کارایی و فرصت های علمی، اقتصادی و حقوقی نهفته در این فناوری و همچنین بومی کردن آن در ابعاد گوناگون، مانند کمک به تحقیقات در حال انجام و شناسایی و ایجاد هم افزایی استعداد هایی که به صورت پراکنده فعالیت می کنند و شناسایی و تشویق و ترویج تولید دانش و فناوری در این حوزه در میان اقشار جامعه است. این انجمن تلاش می کند، هماهنگی و ارتباط میان فعالان این عرصه را آسان تر، سریع تر و بهره ورتر نماید. همچنین شناسایی بهتر این فناوری، اعضا و مخاطبان انجمن را، در استفاده بهینه از آن و جلوگیری از مشکلات احتمالی، یاری خواهد کرد. 

## لیست هشدار

لیست هشدار انجمن بلاکچین ایران

در تاریخ ۹ خرداد ۱۴۰۰ طی انتشار یک بیانیه، «انجمن بلاک‌چین ایران» با هماهنگی «معاونت پیشگیری از وقوع جرم قوه قضائیه» و «معاونت مطبوعاتی وزارت ارشاد اسلامی» از همه رسانه‌ها درخواست کرد تا با مراجعه به لیست هشداری که توسط این انجمن منتشر و دائماً به روز می‌شود از انتشار آگهی و تبلیغات در مورد پروژه‌های مذکور در آن خودداری کنند. این لیست با توجه به فعالیت‌های پانزی و کلاهبرداری مختلف در حوزه رمزارزها نظیر صرافی «کریپتولند» که منجر به دستگیری مؤسس آن شد، منتشر گردید. پس از گذشت مدت کمی از انتشار لیست هشدار توسط این انجمن، فعالیت آن طی نامه‌ای از سمت وزارت کشور معلق شد. این حرکت وزارت کشور منجر به واکنش بسیاری از رسانه‌های داخلی و خارجی عمومی و تخصصی در حوزه بلاک‌چین شد. همچنین انجمن در طی بیانیه‌ای از اینکه چگونه بدون رعایت تشریفات قانونی، چنین نامه ای بدون تذکر شفاهی، بدون تذکر کتبی، بدون دعوت از نماینده این انجمن و نماینده معاونت علمی ریاست جمهور برای مشورت، پیش از ابلاغ، تصویر نامه ارسالی از وزارت کشور در رسانه‌ها نقل شده‌است ابراز تعجب کرد.

## فعالیت مجدد
در تاریخ ۲۲ تیرماه سال ۱۴۰۰ بعد از گذشت ۲۸ روز تعلیق، «انجمن بلاک چین ایران» مجدداً فعالیت خود را با تأیید «وزارت کشور» از سرگرفت. بخشی از بیانیه‌ای که انجمن بلاک چین ایران آن را منتشر کرده‌است به این شرح است:
امروز و پس از نزدیک یک ماه توقف فعالیتهای انجمن از تاریخ ۲۵ خرداد، و پس از حدود دو هفته از ارائه مستندات متعدد درخواستی از سوی وزارت کشور، با دریافت تأیید از سوی وزارت کشور، انجمن فعالیت معمول خود را مجدداً آغاز کرد.
از نظر وزارت کشور درج نام «انجمن بلاکچین» در سایت انجمن تخلف این انجمن محسوب شده‌است و برای اصلاح سریع آن دستور داده‌اند.
همچنین از انجمن خواسته شده‌است که لیست هشدار را از سایت خود بردارد، که این کار قبلاً و به صورت داوطلبانه انجام شده بود.— هیئت مدیره انجمن